# Río Moscas
Río Moscas är ett vattendrag i Spanien.   Det ligger i provinsen Provincia de Cuenca och regionen Kastilien-La Mancha, i den centrala delen av landet, 140 km öster om huvudstaden Madrid.